# 1957 у літературі

## Нагороди
- Нобелівську премію з літератури отримав французький письменник і філософ Альбер Камю.

## Народились
- 9 січня — Карі Хотакайнен, фінський письменник.
- 17 квітня — Нік Горнбі, британський письменник.
- 26 квітня — Франсуа Плас, французький письменник і книжковий ілюстратор.
- 6 жовтня — Джон Майтон, канадський письменник і математик.

## Нові книжки
- Борис Пастернак «Доктор Живаго»
- Макс Фріш «Гомо фабер»
- Хол Клемент «Цикл вогню»